# Legión (demonio)
Legión es el nombre de un grupo de demonios mencionado en la Biblia. En el Nuevo Testamento, Legión (griego antiguo: λεγιών) aparece en dos de las tres versiones del exorcismo del demonio de Gerasa, un relato en los Evangelios sinópticos sobre un incidente en el que Jesús de Nazaret realiza un exorcismo. Legión es una gran colección de demonios que comparten una sola mente y voluntad.

## Menciones en la Biblia
El Evangelio de Marcos describe lo siguiente en la región de los Gadara:

Y Él (Jesús) le preguntó (al hombre):
- ¿Cuál es tu nombre?
Y le respondió diciendo:
- Mi nombre es Legión, pues somos muchos.
Marcos 5:9

El Evangelio de Lucas describe lo siguiente en el país de Gadara:

Y Jesús le preguntó, diciendo:
-¿Cuál es tu nombre?
Y él dijo:
Legión.
 Porque muchos demonios habían entrado en él.
Lucas 8:30

El Evangelio de Mateo tiene una versión única de la historia:

Y cuando Él llegó al otro lado del país de Gergesa y se encontró dos hombres poseídos por demonios, venían furiosos de sus tumbas, haciendo que ningún hombre pudiera pasar aquel camino
Mateo 8:28-34

A los demonios que componían la Legión se les hace temer de Jesús:

Y le rogó a Él que no lo enviara fuera del país.
Marcos 5:10

La palabra griega chora (χωρα) es usada en el griego original, mientras que en la Biblia del rey Jacobo es traducida como «país», pero ésta puede ser definida también como «el espacio que reposa entre dos lugares o límites" o "un lugar vacío». En Lucas 8:31, la palabra abyssos (αβυσσος) es usada como «acantilado de gran profundidad». Mas ninguna de las palabras traducidas en la Biblia como «infierno», cuyos significados pueden ser Sheol, Gehena, Hades y Tártaro, fueron usadas en el pasaje bíblico. Esto puede interpretarse como que ellos, los demonios, pedían para que no fueran enviados a la nada o en nadie. Jesús invoca a los demonios para que salgan fuera del hombre, concediéndoles sus peticiones, y permitiéndoles habitar en una piara de cerdos. Los cerdos luego se ahogan en el mar de Galilea.

## Localización de la historia

Decápolis, con Gadara y Gerasa, entre las diez (deca: étimo.) ciudades (en color negro).

Juan Dominic Crossan cree que la historia se puede considerar una parábola de la resistencia contra Roma. Esto se explicaría porque los evangelios sitúan varios puntos de la historia en Gadara, Gerasa y Gergesa: los tres serían disfraces para Caesarea, la localización que él postula para los acontecimientos reales detrás de la historia.
Otros autores dan a las ruinas de Umm Qais como la localización de Gadara. Según el relato del evangelio, el lugar del milagro tuvo que tener un puerto próximo, una necrópolis abandonada donde pudiesen vivir personas, un área para que los cerdos pasten, una ciudad próxima a la cual los hombres podrían huir, y un barranco por el cual pudiese haberse arrojado la piara de cerdos. Esta es, sin embargo, una lectura muy literal del relato bíblico y no es necesariamente exacta. 
De cualquier modo, la topografía del lugar tiene grande zonas y varias pendientes por donde los cerdos hayan podido «correr violentamente hasta caer abajo, dentro del mar». Arriba del puerto hay varias colinas donde potencialmente pudieron haber sucedido los hechos como la biblia cuenta. Es posible que se tratase de un área al final de una cadena de colinas, que cierra en un barranco descendiente hacia el mar. El banco es el sitio moderno de Tell es S'alib localizado cerca de la Gadara del Nuevo Testamento, suburbio de es-Samrah. 
Una representación visual de la localización de la que se habla puede ser vista en el trabajo de la hermana Mendel, «La tierra de los de Gadar». A pesar de esto, el lugar pudo no haber tenido las pendientes como las que se hallan en Kursi, esta tiene una colina que recorre hasta llegar al mar y puede acomodarse a la «piara de alrededor de dos mil cerdos» (Marco 5:11). 
Además de la cuesta, otras características del sitio le hacen encajar bien con la narración de la Biblia acerca del milagro. En las excavaciones de B. de Vries completadas en 1973, una tumba de la época de Jesús fue hallada en el valle cercano a es-Samrah. Esto podría explicar las tumbas en las cuales los endemoniados vivieron. También, es necesario un lugar cercano donde la piara pudiera haber pastado y donde abundansen los robles, que podían haber sido el alimento ideal para la piara. Por ello, estos autores señalan que la localización de Gadara puede coincidir con el testimonio de la Biblia acerca de la piara demoníaca de cerdos.[cita requerida]
José Atwill, en su libro Messiah de Caesar, cree que la historia es una representación de Titus Vespasianus como mesías (véase también Guerras judías 6 de Josephus.5.4), y la invasión de las legiones romanas haciendo frente a defensores y su insurrección en el interior de Caesarea. Los cerdos pueden también ser una alusión a la Legio X Fretensis, que ocupó Jerusalén, y tenía al cerdo como emblema.
Es importante tener en cuenta que los judíos no comían cerdo y no los criaban.

## La conexión de Bartimaeus
Según lo observado arriba, Mateo tiene dos hombres poseídos por demonios en vez de uno, y no menciona la «legión conocida». Semejantemente, en su versión del hombre oculto de Jericó, Mateo tiene dos hombres ocultos en vez de uno y omite el nombre Bartimaeus, ambos anónimos restantes de los hombres. La duplicación y el anonimato son características de las versiones de Mateo de ambas historias.